# Albertville (schip, 1928)
De Albertville werd gebouwd door Ateliers & Chantiers De La Loire, Nantes en was het vijfde schip met die naam als Belgisch stoomschip en pakketboot van de Compagnie Maritime Belge du Congo, C.M.B.C. Op 11 juni 1940 werd de Albertville door Duitse vliegtuigen nabij Le Havre tot zinken gebracht.

## Geschiedenis
Het stoomschip Albertville werd later volledig eigendom van de Belgische C.M.B. rederij, met een bruto tonnenmaat van 10.269 ton (massa). Het schip werd in 1928 gebouwd en in 1937 omgebouwd, waarbij onder andere twee schoorstenen door één enkele werden vervangen. Het Belgische passagiersschip werd tijdens de Duitse Veldtocht door de Benelux-landen en Frankrijk door Duitse bommen van Stuka's nabij Le Havre tot zinken gebracht.